# Чубушник Льюиса
Чубушник Льюиса (лат. Philadelphus lewisii) — многолетний кустарник из семейства Гортензиевые (Hydrangeaceae). Встречается на западе Северной Америки. Символ штата Айдахо.

## Таксономия
Впервые образец вида был собран для научных целей учёным и исследователем Мериуэзером Льюисом в 1806 году во время экспедиции Льюиса и Кларка, поэтому видовой эпитет лат. lewisii назван в его честь.

## Описание
Многолетний кустарник округлой формы, достигает высоты 1,5–3 м. Молодые стебли красные и с возрастом выцветают до серого, кора отслаивается мелкими хлопьями.
Листья отходят от стебля супротивно, обычно овальные, длиной 3–5 см, гладкие или зазубренные по краям, светло-зелёного цвета с грубой текстурой.
Цветки собраны в соцветия на концах длинных стеблей, имеют 4 белых лепестка длиной до 4 см и с многочисленными жёлтыми тычинками. Цветёт обильно. Цветки имеют тяжелый, сладкий аромат, похожий на апельсиновый с ноткой ананаса.
Плод — небольшая твердая коробочка длиной около 1 см с деревянистыми заострёнными крылышками. Коробочка содержит множество коричневых семян. Засуха предотвращает развитие плодов и образование жизнеспособных семян.

Philadelphus lewisii
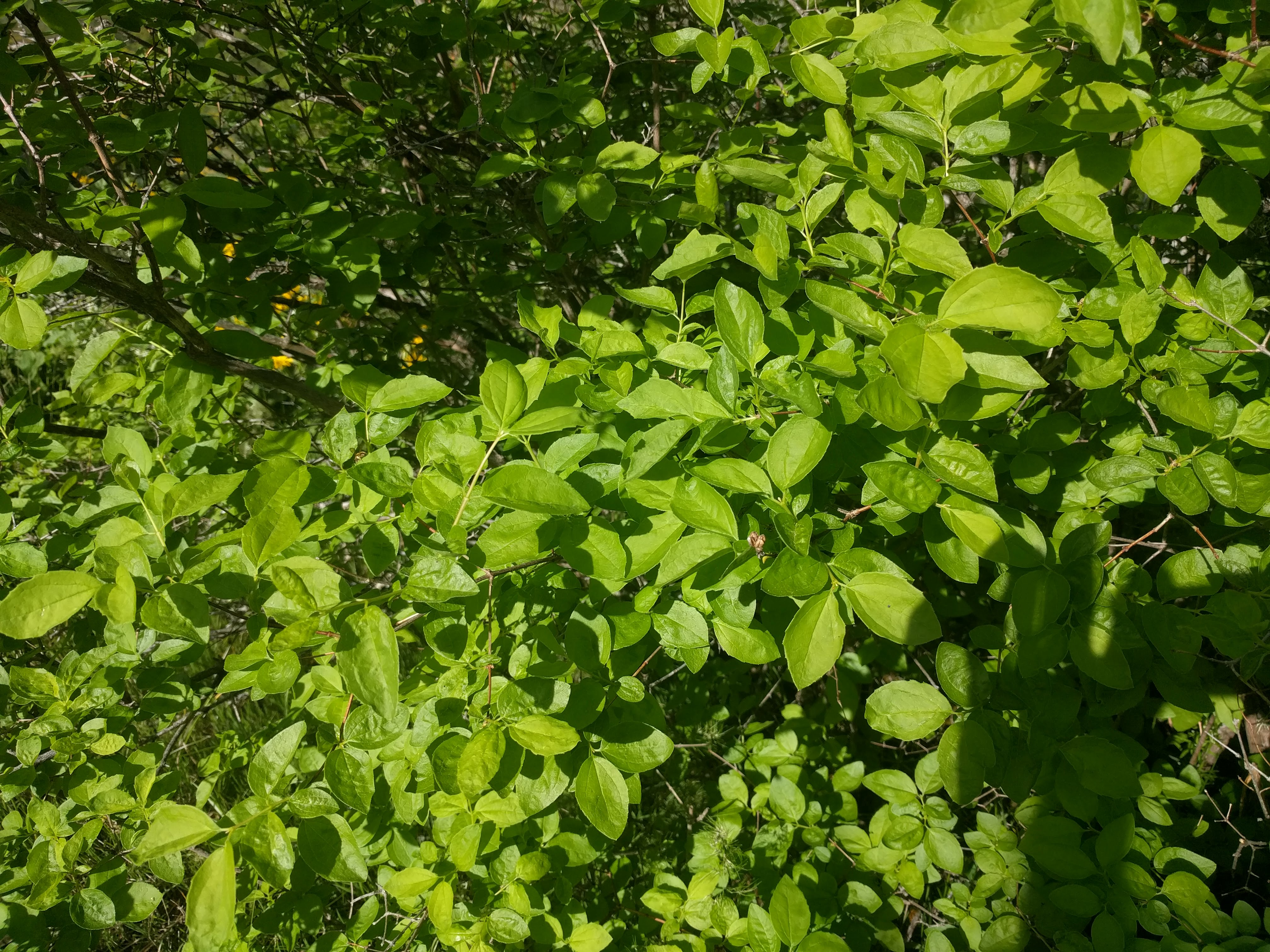
Куст
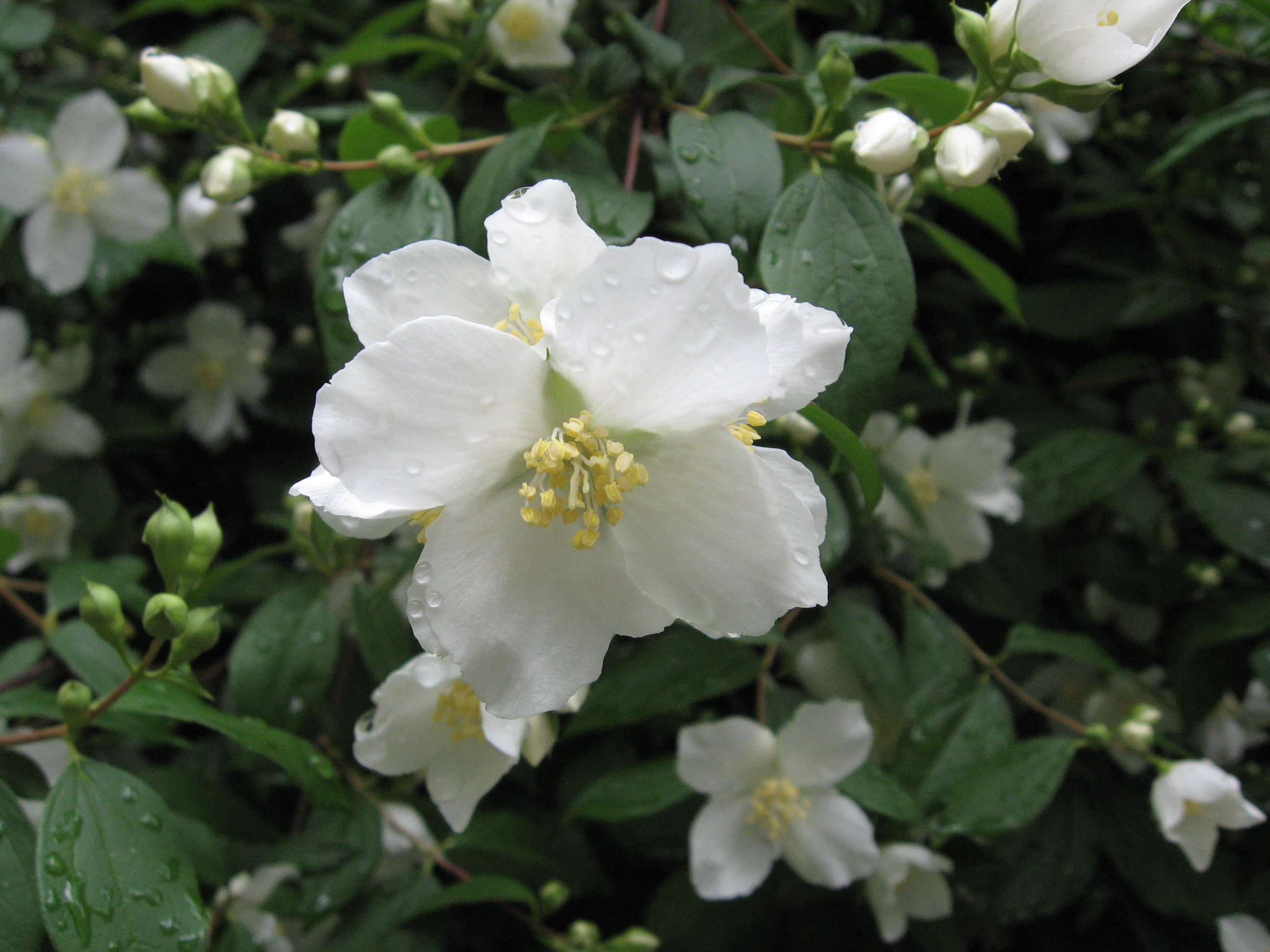
Цветок
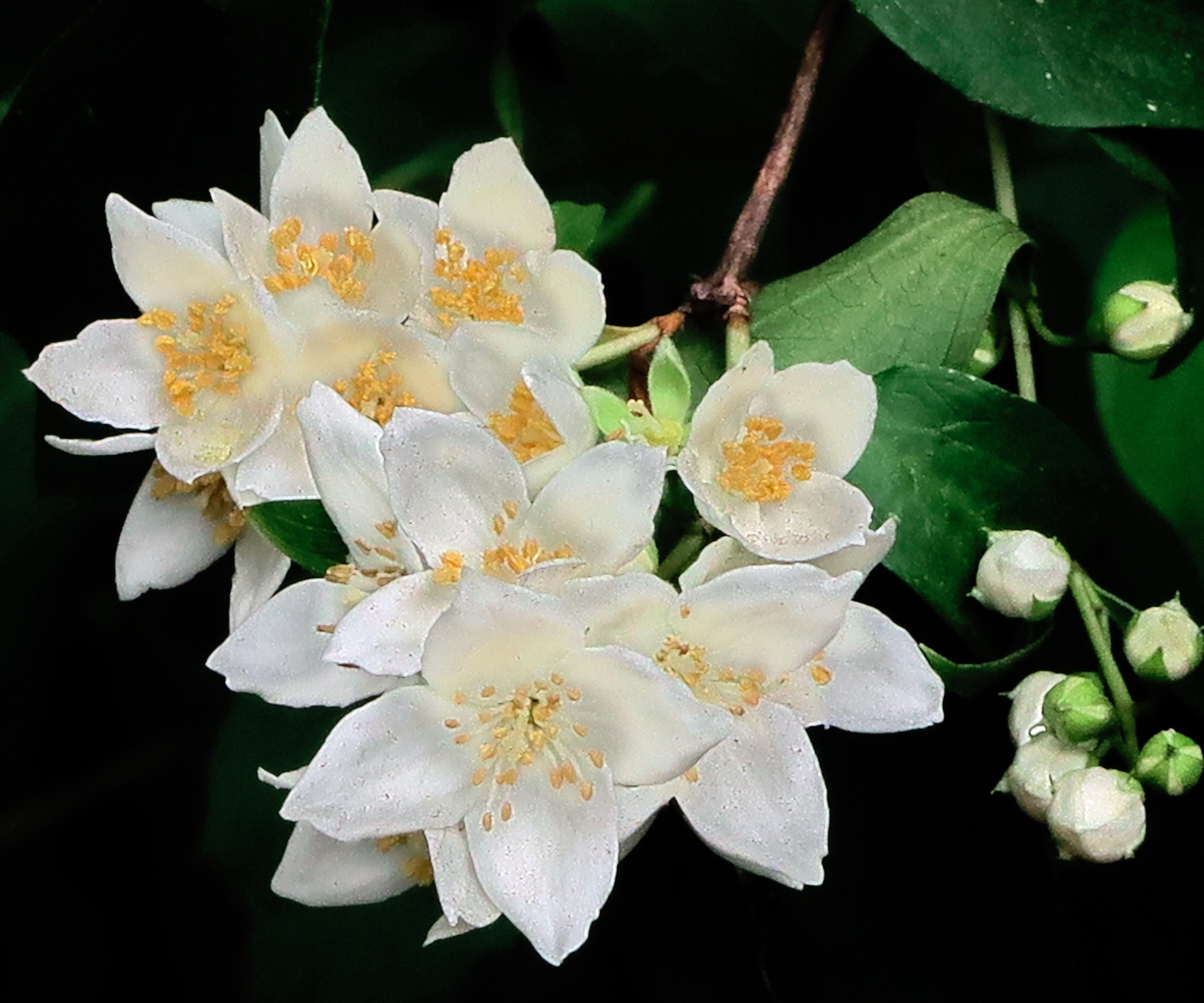
Цветущий куст
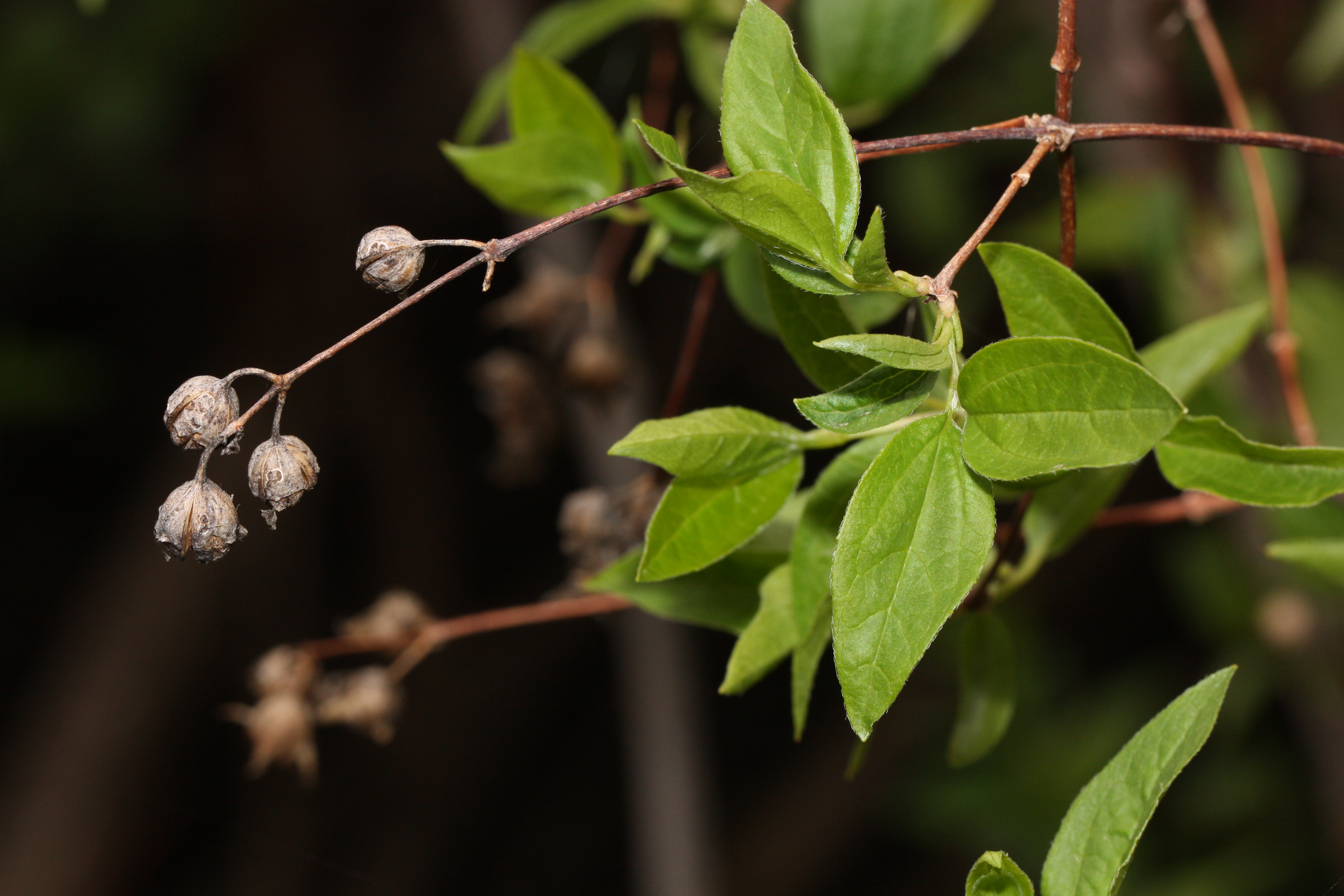
Листва и плоды
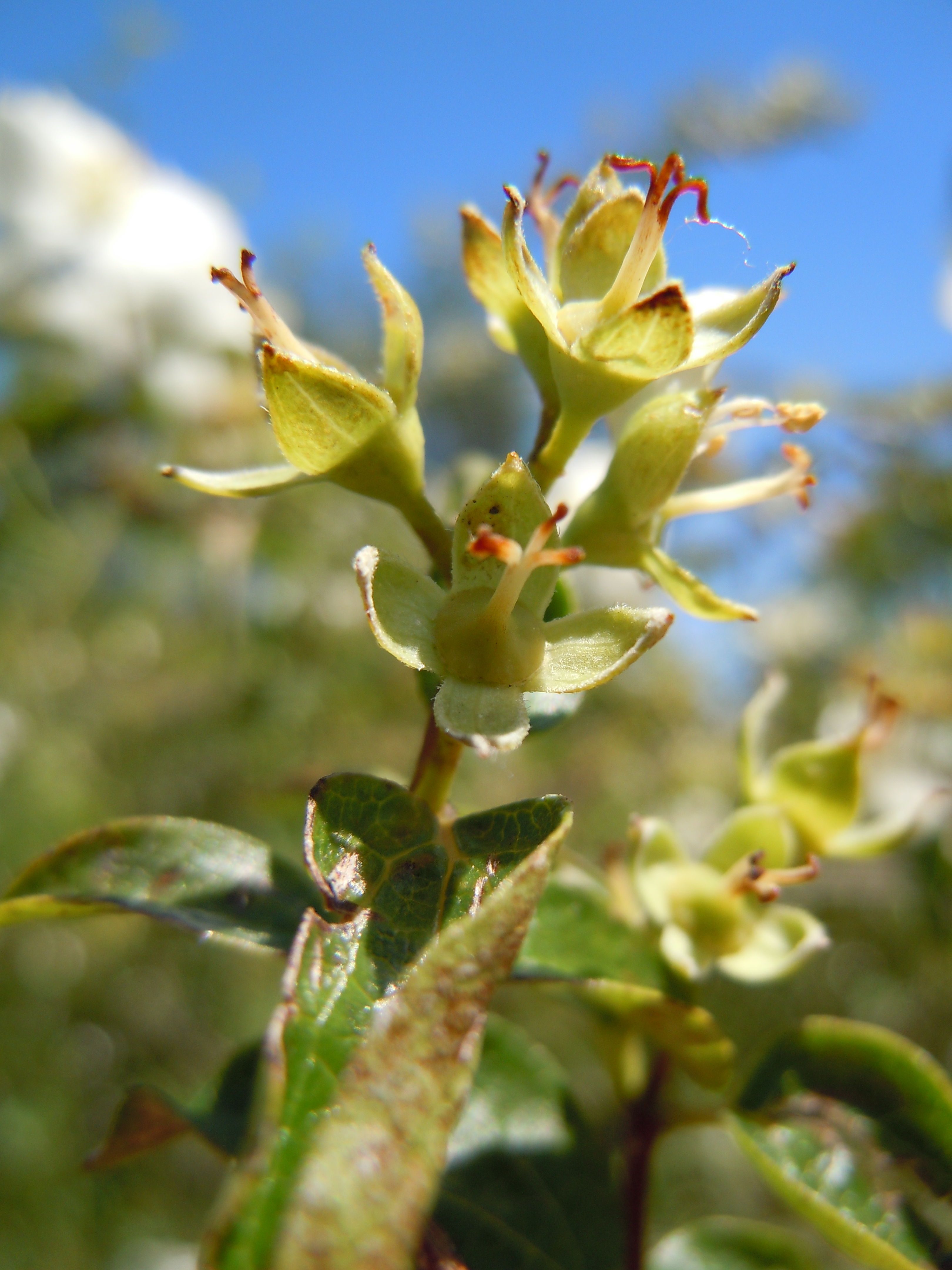
Плоды

## Ареал и местообитание

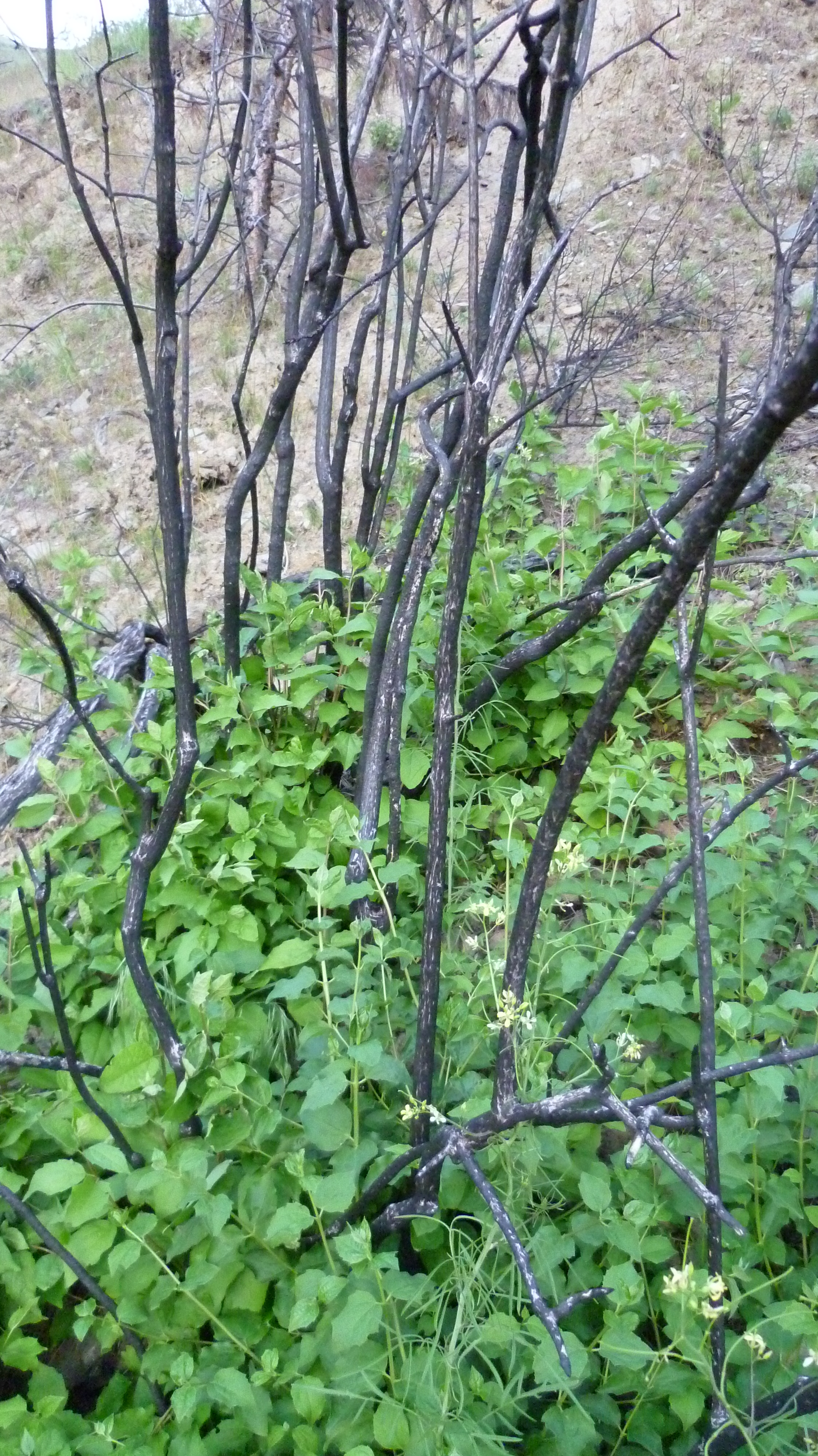
Новые побеги после лесного пожара

Чубушник Льюиса встречается на северо-западе Калифорнии в Сьерра-Неваде, на севере до юга Британской Колумбии и на востоке до Айдахо и Монтаны. В Каскадных горах встречается на высоте от до 2100 м над уровнем моря, тогда как в Сьерра-Неваде растёт на высоте 300–1520 м.
Терпим к умеренной тени, но предпочитает полное солнце. Распространён в открытых хвойных лесах и на опушках леса, а в более сухих регионах Северо-Запада встречается в основном в более влажных и прибрежных районах. Он также встречается в сообществах чапараля и сераля.
Он встречается на хорошо дренированных, влажных участках, терпим к каменистой почве и вынослив в зонах USDA 3–9.

## Экология
Листва кустарника имеет умеренное значение в качестве зимнего корма для лосей и оленей в Британской Колумбии, Айдахо и Монтане. Семена поедают перепела и белки. Густые кустарниковые заросли обеспечивают укрытие для диких животных. Вид способен распространяться как вегетативно, так и из семян.

### Устойчивость к пожарам
Кустарник произрастает в относительно засушливых регионах, где часто случаются лесные пожары, поэтому вид довольно хорошо приспособлен к этому (пирофтит). Хотя чубушник обычно полностью погибает от пожаров, он быстро восстанавливается из корневищ и корневой шейки после пожара. Исследование 1971 года показало, что в следующем вегетационном сезоне после пожара чубушник уже отрастает до 50% от своего предыдущего диаметра и высоты, и что эти растения имели в среднем от 28,9 до 38,0 побегов на растение после пожара по сравнению с всего лишь 0,6–1,5 до пожара

## Использование

### Этноботаника

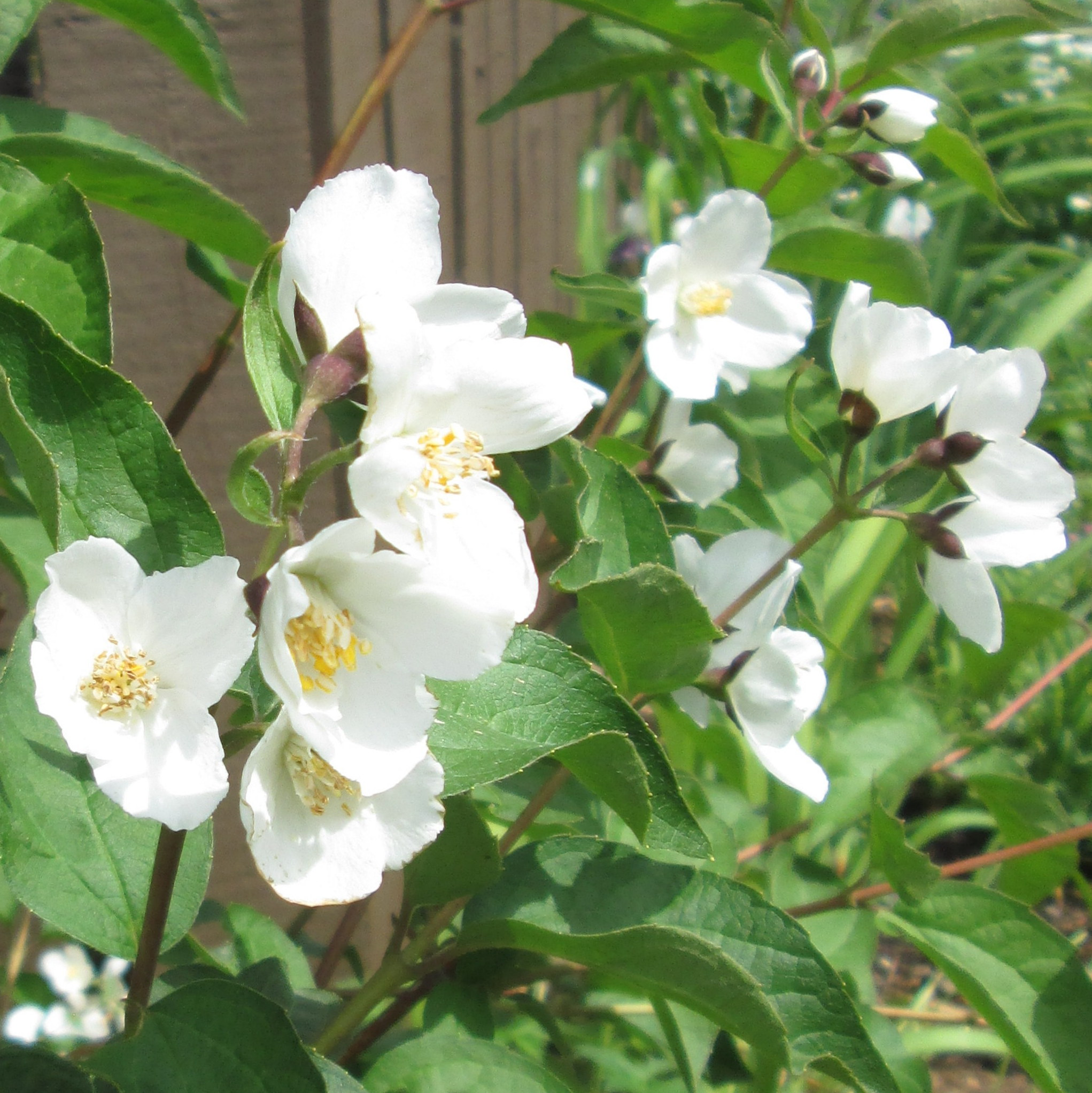
Сорт Philadelphus lewisii 'Waterton'

Индейские племена использовали растение для многочисленных целей. Твёрдая древесина использовалась для изготовления охотничьих и рыболовных орудий, снегоступов, трубок, расчёсок, колыбелей, челноков для сетей и мебели. Листья и кора, содержащие сапонины, смешивались с водой для использования в качестве мягкого мыла. Цветки использовались для приготовления духов и чая.

### Культивирование
Чубушник Льюиса предпочитает полное солнце, он засухоустойчив, растёт на бедных почвах. Растение обогащает ландшафт яркими цветками и фруктовым ароматом. Сорт Philadelphus lewisii 'Waterton'  был гибридизирован на Альбертской садоводческой исследовательской станции в Бруксе (Альберта, Канада). Сорт вырастает до 1,2–1,8 м в высоту. Он назван в честь Августа Гриффина, который в 1933 году обнаружил это растение на территории, которая сейчас является национальным парком Уотертон-Лейкс в Канаде.

## В культуре
Чубушник Льюиса является государственным цветком штата Айдахо. Растение охраняется законом штата наряду с другими местными полевыми цветами и кустарниками. Сбор дикорастущих образцов на общественной территории для экспорта, продажи или транспортировки без разрешения является незаконным. 